# Ondřej Bank
Ondřej Bank (Zábřeh, 27 ottobre 1980) è un ex sciatore alpino ceco.
Ha partecipato alla Coppa del Mondo dalla stagione 2000-2001 alla stagione 2015-2016 e ha preso parte a diverse edizioni dei Giochi olimpici invernali e dei Campionati mondiali. Era uno sciatore polivalente e per questa ragione era competitivo soprattutto in combinata, raggiungendo i suoi migliori risultati in questa specialità (due podi in Coppa del Mondo).

## Biografia

### Stagioni 1996-2006
Originario di Ruda nad Moravou e attivo in gare FIS dal dicembre del 1995, Bank ha esordito in Coppa del Mondo il 12 gennaio 2001 nello slalom gigante di Adelboden, non concludendo la prima manche, e in Coppa Europa l'11 febbraio 2001 a Pozza di Fassa (33º in slalom speciale). Ai Mondiali di Sankt Anton 2001, sua prima presenza iridata, è stato 26º nello slalom gigante, 6º nella combinata e non ha concluso lo slalom speciale; l'anno dopo ha disputato i suoi primi Giochi olimpici invernali, Salt Lake City 2002, classificandosi 39º nella discesa libera e non concludendo lo slalom gigante e lo slalom speciale.
Ai Mondiali di Sankt Moritz 2003 è stato 37º nella discesa libera, 41º nel supergigante, 16º nella combinata e non ha concluso slalom gigante e slalom speciale; due anni dopo, nella rassegna iridata di Bormio/Santa Caterina Valfurva, si è classificato 26º nel supergigante, 24º nello slalom gigante, 16º nella combinata e non ha concluso discesa libera e slalom speciale. Ai XX Giochi olimpici invernali di Torino 2006 si è piazzato 16° nello slalom gigante, 6° nella combinata e non ha concluso la discesa libera, il supergigante e lo slalom speciale.

### Stagioni 2007-2012
Ai Mondiali di Åre 2007 è stato 35º nella discesa libera, 36º nel supergigante, 17º nello slalom gigante, 16º nella combinata e non ha concluso lo slalom speciale; nella stessa stagione ha colto il suo unico podio in Coppa Europa, arrivando 3º nello slalom speciale di Madesimo/Campodolcino del 15 marzo. All'inizio della stagione successiva ha ottenuto il suo primo podio in Coppa del Mondo (il primo podio maschile in Coppa del Mondo per la Repubblica Ceca) nella supercombinata disputata sulla pista Birds of Prey di Beaver Creek (3º).
Ai XXI Giochi olimpici invernali di Vancouver 2010 si è classificato 30º nella discesa libera, 17º nello slalom gigante, 11º nello slalom speciale e 7º nella supercombinata), mentre l'anno dopo ai Mondiali di Garmisch-Partenkirchen è stato 21º nella discesa libera, 17º nel supergigante, 19º nello slalom gigante, 5º nella combinata (suo miglior piazzamento iridato) e non ha concluso lo slalom speciale.

### Stagioni 2013-2016
Ai Mondiali di Schladming 2013 è stato 27º nella discesa libera, 11º nella combinata e non ha concluso lo slalom gigante, mentre ai XXII Giochi olimpici invernali di Soči 2014, suo congedo olimpico, si è piazzato 20º nella discesa libera, 9º nel supergigante, 5º nello slalom gigante, 7º nella supercombinata e non ha concluso lo slalom speciale.
Il 23 gennaio 2015, nella combinata dell'Hahnenkamm di Kitzbühel, ha conquistato il suo secondo e ultimo podio in Coppa del Mondo (3º), mentre l'anno dopo ai Mondiali di Vail/Beaver Creek, sua ultima presenza iridata, è stato 7º nella discesa libera e non ha concluso supergigante e combinata. La sua ultima gara in Coppa del Mondo è stata la discesa libera di Wengen del 16 gennaio 2016 (53º) e ha chiuso la carriera disputando uno slalom gigante FIS a Kouty nad Desnou il 30 marzo successivo, senza completarlo.

## Palmarès

### Coppa del Mondo
- Miglior piazzamento in classifica generale: 26º nel 2011
- 2 podi:
  - 2 terzi posti

#### Coppa del Mondo - gare a squadre
- 1 podio:
  - 1 vittoria

### Coppa Europa
- Miglior piazzamento in classifica generale: 82º nel 2007
- 1 podio:
  - 1 terzo posto

### South American Cup
- Miglior piazzamento in classifica generale: 2º nel 2015
- Vincitore della classifica di supergigante nel 2015
- 8 podi:
  - 2 vittorie
  - 3 secondi posti
  - 3 terzi posti

#### South American Cup - vittorie
| Data              | Località    | Paese | Specialità |
| ----------------- | ----------- | ----- | ---------- |
| 3 settembre 2014  | La Parva    | Cile  | SG         |
| 17 settembre 2014 | El Colorado | Cile  | DH         |

Legenda:

DH = discesa libera

SG = supergigante

### Campionati cechi
- 20 medaglie[1]:
  - 13 ori (slalom speciale nel 2001; slalom gigante, slalom speciale nel 2003; slalom gigante, slalom speciale nel 2004; slalom gigante, slalom speciale nel 2006; supergigante, slalom gigante, slalom speciale, supercombinata nel 2010; slalom gigante, supercombinata nel 2011)
  - 6 argenti (slalom gigante nel 2000; slalom gigante nel 2001; supergigante nel 2003; slalom gigante nel 2005; supergigante nel 2006; supergigante nel 2011)
  - 1 bronzo (slalom gigante nel 2002)